# Federația Internațională de Automobilism
Federația Internațională de Automobilism (franceză Fédération Internationale de l'Automobile), cunoscută și sub numele de FIA, este o asociație înființată la 20 iunie 1904 pentru a reprezenta interesele organizațiilor auto și ale utilizatorilor de mașini. Este organismul de conducere pentru multe evenimente de curse auto, inclusiv Formula 1. De asemenea, FIA promovează siguranța rutieră în întreaga lume.
Cu sediul central la Place de la Concorde 8, Paris, cu birouri în Geneva și Valleiry, FIA este formată din 246 de organizații membre în 145 de țări din întreaga lume. Actualul președinte este Mohammed Ben Sulayem. Rolul său cel mai proeminent este în acordarea de licențe și reglementări pentru Formula 1, Campionatul Mondial de Raliuri, Campionatul Mondial de Anduranță, Cupa Mondială a Mașinilor de Turism, Campionatul Mondial de Ralicross, Formula E și diverse alte forme de curse. FIA împreună cu Federația Internațională de Motociclism (FIM) certifică, de asemenea, încercările de record de viteză pe uscat. Comitetul Olimpic Internațional a recunoscut provizoriu federația în 2011 și i-a acordat recunoașterea deplină în 2013.

## Campionatele Mondiale FIA
| Eveniment                               | Piloți          | Constructori | Echipe    |
| --------------------------------------- | --------------- | ------------ | --------- |
| Actuale                                 |                 |              |           |
| Campionatul Mondial de Formula 1        | 1950–           | 1958–        | –         |
| Campionatul Mondial de Karting          | 1964–           | –            | –         |
| Campionatul Mondial de Raliuri          | 1979–           | 1973–        | –         |
| Campionatul Mondial de Anduranță        | 2012–           | 2012–        | 2018–     |
| Campionatul Mondial de Ralicross        | 2014–           | –            | 2014–     |
| Campionatul Mondial de Formula E        | 2020–           | –            | 2020–     |
| Campionatul Mondial de Rally-Raid       | 2022–           | 2022–        | –         |
| În trecut                               |                 |              |           |
| Campionatul Mondial al Constructorilor  | –               | 1925–1927    | –         |
| Campionatul Mondial de Mașini Sport     | 1981–1992       | 1953–1984    | 1985–1992 |
| Campionatul Mondial de Mașini de Turism | 1987, 2005–2017 | 2005–2017    | 1987      |
| Campionatul Mondial GT1                 | 2010–2012       | –            | 2010–2012 |

1. ↑  În 1958-1980, oficial ca „Cupa Internațională”
2. ↑  Organizat de AIACR (Asociația Internațională a Cluburilor Automobile Reconnus)
3. ↑  Campionatul a fost anulat oficial în 1930, dar în 1928-1930 nu s-a acordat niciun titlu.
4. ↑  Numele oficial a variat frecvent de-a lungul perioadei. În 1962-1971 „Campionatul Internațional”

## Președinți
| Mandat                                                           | Președinte                                                       | Naționalitate                                                    |
| Association Internationale des Automobile Clubs Reconnus (AIACR) | Association Internationale des Automobile Clubs Reconnus (AIACR) | Association Internationale des Automobile Clubs Reconnus (AIACR) |
| ---------------------------------------------------------------- | ---------------------------------------------------------------- | ---------------------------------------------------------------- |
| 1904–1931                                                        | Étienne van Zuylen van Nyevelt                                   | Belgia                                                           |
| 1931–1936                                                        | Robert de Vogüé                                                  | Franța                                                           |
| 1936–1946                                                        | Jehan de Rohan-Chabot                                            | Franța                                                           |
| Fédération Internationale de l'Automobile                        |                                                                  |                                                                  |
| 1946–1958                                                        | Jehan de Rohan-Chabot                                            | Franța                                                           |
| 1958–1963                                                        | Hadelin de Liedekerke Beaufort                                   | Belgia                                                           |
| 1963–1965                                                        | Filippo Caracciolo di Castagneto                                 | Italia                                                           |
| 1965–1971                                                        | Wilfrid Andrews                                                  | Regatul Unit                                                     |
| 1971–1975                                                        | Amaury de Merode                                                 | Belgia                                                           |
| 1975–1985                                                        | Paul Metternich                                                  | Austria                                                          |
| 1985–1993                                                        | Jean-Marie Balestre                                              | Franța                                                           |
| 1993–2009                                                        | Max Mosley                                                       | Regatul Unit                                                     |
| 2009–2021                                                        | Jean Todt                                                        | Franța                                                           |
| 2021-prezent                                                     | Mohammed Ben Sulayem                                             | Emiratele Arabe Unite                                            |
| Sursa:                                                           |                                                                  |                                                                  |

## Legături externe
- Site-ul oficial FIA
- 50by50: Inițiativa Globală pentru Economie de Combustibil Arhivat în 6 ianuarie 2012, la Wayback Machine.